# Santa Magdalena de Bell-lloc
Santa Magdalena de Bell-lloc és una església romànica en ruïnes, vora el mas Martorell, al municipi de Sallent (Bages). Està documentat que va ser una fita curiosa en la història de la séquia de Manresa, quan un dia de l'any 1345 representants del bisbat de Vic i de Manresa s'hi varen trobar per tractar de resoldre les diferències que havien sorgit entre la ciutat i el bisbe a causa d'aquella obra tan important. No gaire lluny de l'antiga, a finals del segle xvi s'hi va construir, al bell mig dels conreus del pla, l'església nova de Santa Magdalena.

## Localització i accés
S'hi va pel camí dels masos de les Coves i Martorell, que surt a mà Esquerra i dreta de la carretera de Manresa a Sallent, prop de la gasolinera “El Lleó”, i també des d'aquesta gasolinera a través del vial.

## Descripció
La capella de Santa Magdalena de Bell-lloc presideix una planera de conreus, quasi a l'extrem S.O. del terme de Sallent, no lluny de la vella sufragània de Sant Ponç. L'existència de les antigues capelles amb caràcter parroquial o sufragani de Sant Jaume d'Olzinelles, Sant Ponç, Santa Magdalena i Santa Anna de Claret, i més tardanament la de Sant Ramon de Cabrianes, en un reduït espai d'aquest racó del Pla de Bages, indica que fou molt poblat en temps passats, tal com ho demostren les troballes ibèriques, romanes i la necròpolis del Serrat dels Morts i la de les Bruixes. Es tracta d'un lloc planer molt apte per a l'agricultura.
La capella actual es troba a una distància d'uns deu minuts de camí, vers llevant, del mas Martorell. La primitiva capella s'aixecava sobre un petit puig, a tocar el mas, i en resta encara bona part de l'absis i el quadrat dels murs de la seva nau coronant el tossalet en el qual s'endevinen també restes de les velles edificacions que formaven la sagrera o petit nucli de cases posat sota la protecció de la capella.
Hi ha notícies escrites de la capella i de les cases de la seva sagrera, entre elles el mas Bell-lloc des del 1315, per bé que la capella s'hi va erigir al pas del segle XI al XII, a l'època de la forta creixença demogràfica rural, estroncada a mitjan segle xiv. El que resta permet d'identificar-la com un magnífic exemple d'esglesiola romànica amb una bonica finestreta al mig de l'absis, i un bon carrer en els seus murs.
Devia trobar-se en ruïnes o ruïnosa a mitjans del segle xvi, quan hi hagué un primer intent, no reeixit, de reedificar-la; finalment els hereus de les masies Martorell i de les Coves, els principals de la seva feligresia, el 1576 concertaren amb els mestres de cases francesos, Pere Tomàs i Antoni Cassany, residents a Sallent, la reedificació de la capella actual. La nova capella fou edificada en el pla, amb una bona pedra i en dues repeses o amb un canvi de material a una altura determinada, que dona una tonalitat diferent a la part superior. A desgrat de l'època en què es va fer, té la planta i disposició d'un temple romànic, amb la seva nau dividida en tres trams per arcs torals i un absis, si bé l'aparell, disposició i arrebossat indiquen que és una obra tardana i d'imitació.
Pel 1685 se la considerava encara sufragània, però sense fonts baptismals ni cementiri. Tenia, però missa cada diumenge per altre que hi celebrava un sacerdot de la comunitat de preveres de Sallent. El Bisbe Marimon, el 1741, la feu emblanquinar i agençar. Sallent hi venia algunes vegades en processó en ocasió de pregàries per la pluja. El capgirament parroquial i religiós del segle passat li feu perdre el seu antic caràcter de sufragània, i quedà, des d'aleshores, com a simple capella rural, amb un altaret neoclàssic i amb un culte limitat a la festa de la Santa i en comptades ocasions de devoció. (Full Parroquial de l'1-6-1975) 